# 아람어 위키백과

아람어 위키백과는 아람어로 운영되는 위키백과 언어판이다. 기호는 arc이다.